# Тит (епископ Византийский)
Епископ Тит (греч. Τίτος ум. 272) — епископ Византийский, занимавший кафедру на протяжении 7 лет (265-272 гг.).
Предшественником Епископа Тита был епископ Евгений I, а его преемником являлся епископ Дометий. Епископ Тит упоминается в хрониках Псевдо-Симеона как 3-й епископ Византия, занимавший кафедру в течение 7 лет. Также Епископ Тит упоминается в хрониках Логофета и Георгия Кедрина как 3-й епископ Византия, рукоположенный в сан в 265 году.
В Житии, Епископ Тит называется 22-м епископом Аргиропольским и третьим епископом Византия.
Епископ Тит рукоположил своего приемника Дометия в сан пресвитера в 272 году. После смерти Тита епископами в Византии были сначала Дометий, а затем его сыновья — Проб и Митрофан.
Епископ Тит почитается в Восточной Православной церкви 4 июня.